# Daniel Albrecht
Daniel Albrecht (* 25. Mai 1983 in Fiesch) ist ein ehemaliger Schweizer Skirennfahrer.

## Biografie
Bei den Juniorenweltmeisterschaften 2003 in Serre Chevalier wurde er dreifacher Weltmeister in der Abfahrt, im Riesenslalom und in der Kombination. Zudem belegte er im Slalom hinter seinem Landsmann Marc Berthod den zweiten Platz. Kurz vor der Junioren-WM hatte Albrecht sein erstes Rennen im Weltcup bestritten. Die Stiftung Schweizer Sporthilfe zeichnete Albrecht als Nachwuchsathleten des Jahres 2003 aus.
Albrecht nahm 2003, 2005 und 2007 an den Weltmeisterschaften teil. 2007 wurde er Weltmeister in der Super-Kombination, Vizeweltmeister im Riesenslalom und Dritter mit dem Schweizer Team im Mannschaftswettbewerb. Sein bis dahin bestes WM-Resultat erzielte er 2005 in Bormio, als er Siebter in der Kombination wurde. Bei den Olympischen Winterspielen 2006 verpasste er in der Kombination die Bronzemedaille nur um sechs Hundertstelsekunden.
Am 29. November 2007 feierte Albrecht bei der Super-Kombination in Beaver Creek seinen ersten Sieg im Weltcup, nur drei Tage später gewann er auch den Riesenslalom ebenfalls in Beaver Creek. Beim Riesenslalom in Adelboden wurde Albrecht Zweiter hinter seinem Landsmann Marc Berthod. Einen weiteren Podestrang sicherte er sich beim Saisonfinale in Bormio, wo er Zweiter im Slalom wurde. Die Weltcupsaison 2007/08 schloss er als Siebter im Gesamtweltcup ab. Die Saison 2008/09 begann er mit einem Sieg beim Riesenslalom in Sölden. Sein nächster Sieg in Alta Badia am 21. Dezember 2008 bedeutete den ersten Erfolg der Schweizer Herren bei diesem Traditionsrennen seit Michael von Grünigen vor zehn Jahren (20. Dezember 1998).  
Beim Abschlusstraining zur Abfahrt von Kitzbühel am 22. Januar 2009 stürzte Albrecht nach dem Zielsprung so schwer, dass er ein Schädel-Hirn-Trauma erlitt und das Bewusstsein verlor. Nach erster Versorgung im nächstgelegenen Krankenhaus wurde er in die Universitätsklinik Innsbruck verlegt. Nach drei Wochen erwachte er am 12. Februar aus dem Koma und wurde zur Rehabilitation ins Inselspital Bern verlegt. Seine Entlassung erfolgte am 29. April 2009, woraufhin er unmittelbar danach ein Projekt zur Unterstützung hirnverletzter Menschen ins Leben rief. Im Juli 2009 begann Albrecht mit der Vorbereitung für die Weltcupsaison 2009/10, er ging jedoch in keinem Rennen an den Start und gab am 21. Januar 2010 in Kitzbühel seinen Verzicht auf ein Comeback im laufenden Winter bekannt.
Am 5. Dezember 2010, mehr als 22 Monate nach seiner schweren Verletzung, bestritt Daniel Albrecht wieder ein Weltcuprennen und erzielte im Riesenslalom von Beaver Creek den 21. Platz. Die Rückkehr in den Weltcup gestaltete sich jedoch schwierig, nach dem Comebackrennen erzielte er in den nächsten zwei Jahren kaum zählbare Resultate. Am 22. November 2012 kam Albrecht im Training zur Weltcupabfahrt in Lake Louise zu Sturz, wobei er eine Kniescheibenluxation und einen Riss des Innenbandes im linken Knie erlitt.
Am 6. Oktober 2013 gab Daniel Albrecht seinen Rücktritt bekannt. Er fuhr insgesamt 138 Weltcup-Rennen.

## Erfolge

### Olympische Winterspiele
- Turin 2006: 4. Kombination

### Weltmeisterschaften
- St. Moritz 2003: 30. Slalom
- Bormio 2005: 7. Kombination, 30. Riesenslalom
- Åre 2007: 1. Super-Kombination, 2. Riesenslalom, 3. Mannschaftswettbewerb

### Weltcup
- Saison 2004/05: 4. Kombinationsweltcup
- Saison 2007/08: 7. Gesamtweltcup, 3. Kombinationsweltcup, 5. Riesenslalomweltcup
- Saison 2008/09: 7. Riesenslalomweltcup

- 8 Podestplätze, davon 4 Siege:

| Datum             | Ort          | Land       | Disziplin         |
| ----------------- | ------------ | ---------- | ----------------- |
| 29. November 2007 | Beaver Creek | USA        | Super-Kombination |
| 2. Dezember 2007  | Beaver Creek | USA        | Riesenslalom      |
| 26. Oktober 2008  | Sölden       | Österreich | Riesenslalom      |
| 21. Dezember 2008 | Alta Badia   | Italien    | Riesenslalom      |

### Juniorenweltmeisterschaften
- Verbier 2001: 16. Slalom, 24. Riesenslalom
- Tarvis 2002: 5. Super-G, 22. Abfahrt
- Briançonnais 2003: 1. Abfahrt, 1. Riesenslalom, 1. Kombination, 2. Slalom, 8. Super-G

### Weitere Erfolge
- Fünffacher Schweizer Meister:
  - 1× Slalom (2008)
  - 2× Riesenslalom (2003 und 2008)
  - 2× Kombination (2003 und 2004)
- 2 Podestplätze im Europacup
- 2 Podestplätze im Nor-Am Cup
- 5 Siege in FIS-Rennen